# Еросово
Еросово — деревня в Собинском районе Владимирской области России, входит в состав Воршинского сельского поселения.

## География
Деревня расположена на берегу реки Колокша в 10 километрах на север от центра поселения села Ворша и в 20 километрах на северо-восток от райцентра города Собинка близ автодороги 17А-2 Колокша — Кольчугино — Александров — Верхние Дворики.

## История
В конце XIX — начале XX века деревня входила в состав Кузнецовской волости Владимирского уезда, с 1926 года — в составе Ставровской волости. В 1859 году в деревне числилось 47 дворов, в 1905 году — 47 дворов, в 1926 году — 43 хозяйств.
С 1929 года деревня входило в состав Бабаевского сельсовета Ставровского района, с 1932 года — в составе Карачаровского сельсовета Собинского района, с 1945 года вновь в Ставровском районе, с 1954 года — в составе Бабаевского сельсовета, с 1965 года — в составе Собинского района, с 2005 года — в составе Воршинского сельского поселения.

## Население
| 1859 | 1905 | 1926 | 2002 | 2010 | 2021 |
| ---- | ---- | ---- | ---- | ---- | ---- |
| 275  | ↗345 | ↘214 | ↘9   | ↗22  | ↘21  |